# ساندرا ماجنوس
ساندرا ماجنوس (بالإنجليزية: Sandra Magnus)‏ (و. 1964 – م) هي رائدة فضاء، ومهندسة من الولايات المتحدة الأمريكية . ولدت في بلفيل.

## ريادة الفضاء
شاركت في المهمات الفضائية:
- البعثة 18
- STS-119
- STS-135
- STS-112
- STS-126.

## جوائز
حصلت على جوائز منها:
- Medal "For Merit in Space Exploration".